# Lohbarbek
Lohbarbek est une commune allemande du Schleswig-Holstein, située dans l'arrondissement de Steinburg (Kreis Steinburg), à cinq kilomètres à l'ouest de la ville de Kellinghusen. Lohbarbek fait partie de l'Amt Itzehoe-Land (« Itzehoe-campagne ») qui regroupe 20 communes autour d'Itzehoe.